# Османский Кипр
Османский Кипр (греч. Κύπρος υπό Οθωμανική κυριαρχία; тур. Osmanlı döneminde Kıbrıs, Kıbrıs Eyaleti; осман. ایالت قبرص‎ [ejaːˈleti ˈqɯbɾɯs]; англ. Ottoman Cyprus, Eyalet of Cyprus) — название периода нахождения Кипра в составе Османской империи в 1571—1914 годах. При этом в 1878 году под свой контроль остров фактически вошёл в состав Британской империи. Его административный статус при этом неоднократно менялся.

## Османское завоевание Кипра

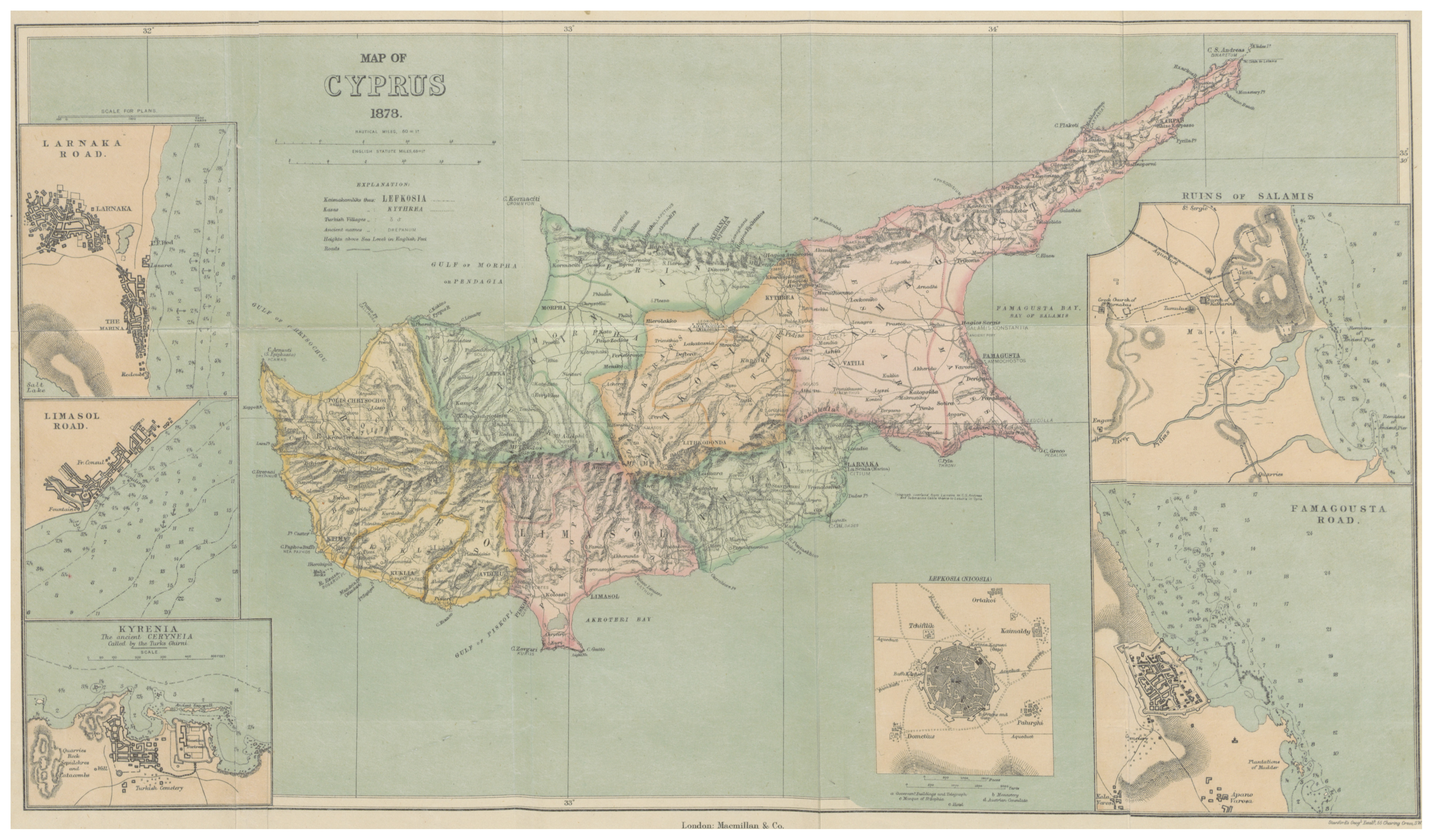
Кипр на британской карте Османской империи 1878 года

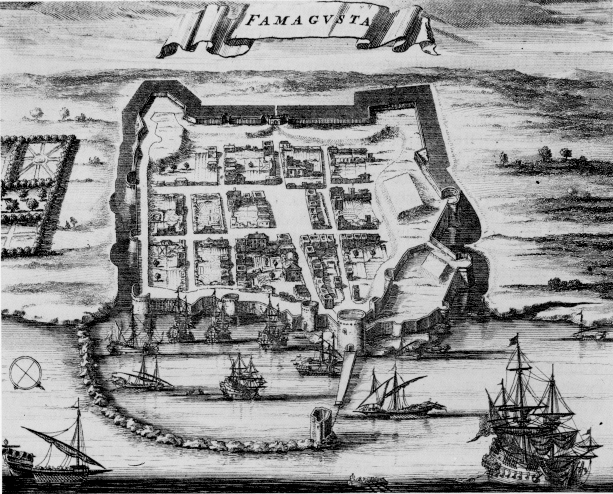
Фамагуста в 1703 году

Турки совершали набеги на Кипр во время всего периода принадлежности Кипра Венеции. Султан Селим II, придя в 1566 году к власти, решил захватить Кипр (существует легенда, что причиной этому была любовь пьяницы-султана к хорошему кипрскому вину). Летом 1570 года османские войска высадились на острове. 9 сентября, после 45-дневной осады, пала Никосия, а 1 августа 1571 года капитулировала последняя венецианская крепость на Кипре — Фамагуста. По условиям подписанного в 1573 году мирного договора Венеция отказалась от всех притязаний на Кипр.

## Население

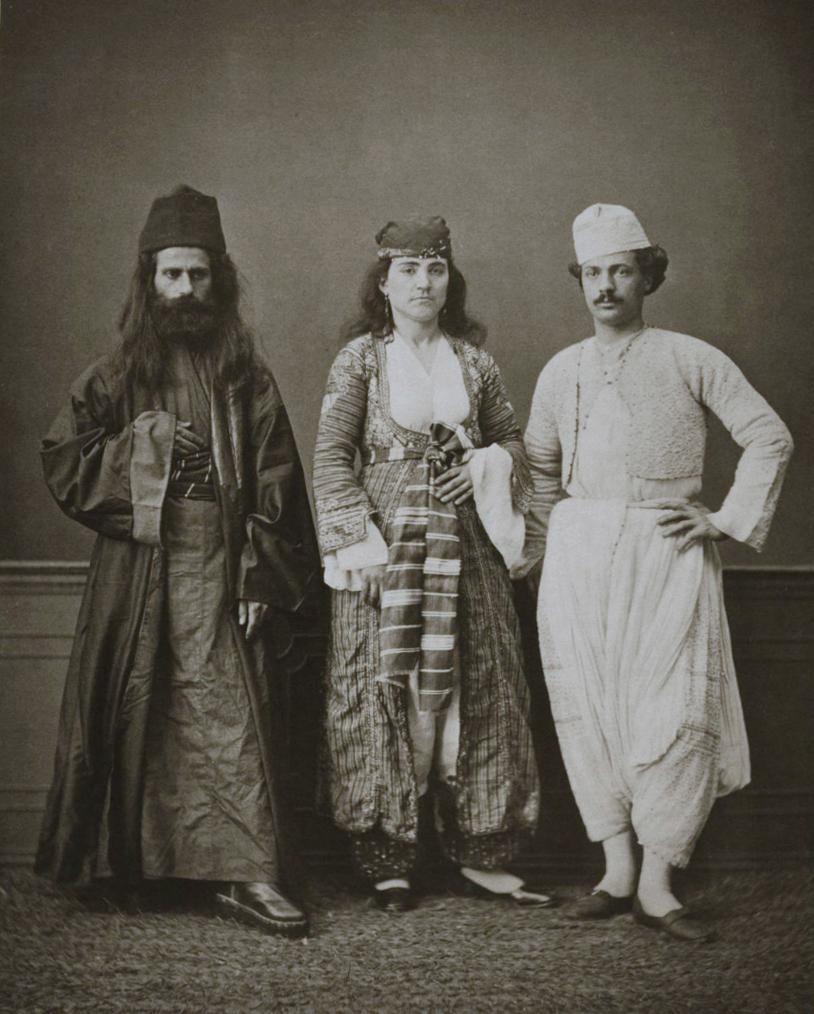
Греки-киприоты в традиционной одежде, 1873 год

После османского завоевания в населении острова произошли существенные сдвиги. В связи с тем, что население острова значительно сократилось в период войны, султан приказал поселить на Кипре 20 000 мусульман. Так на острове появились первые турки-киприоты. Следует отметить, однако, что до конца XIX века Кипр не пользовался популярностью среди турецких колонистов: остров считался нездоровым из-за эпидемий малярии и поэтому сюда прибывали в основном только ссыльные каторжники. Кроме того, переход в ислам среди местных греков хоть и имел место, но в гораздо меньших масштабах, чем на даже Крите, завоёванном турками гораздо позже. Мусульмане здесь продолжали оставаться в явном меньшинстве даже по прошествии столетий османской власти: в 1901 году из 237 тыс. жителей острова ислам исповедовали 51,3 тыс. чел., из которых 48,9 тыс. были этнические турки (20,6 %).

## Османский Кипр

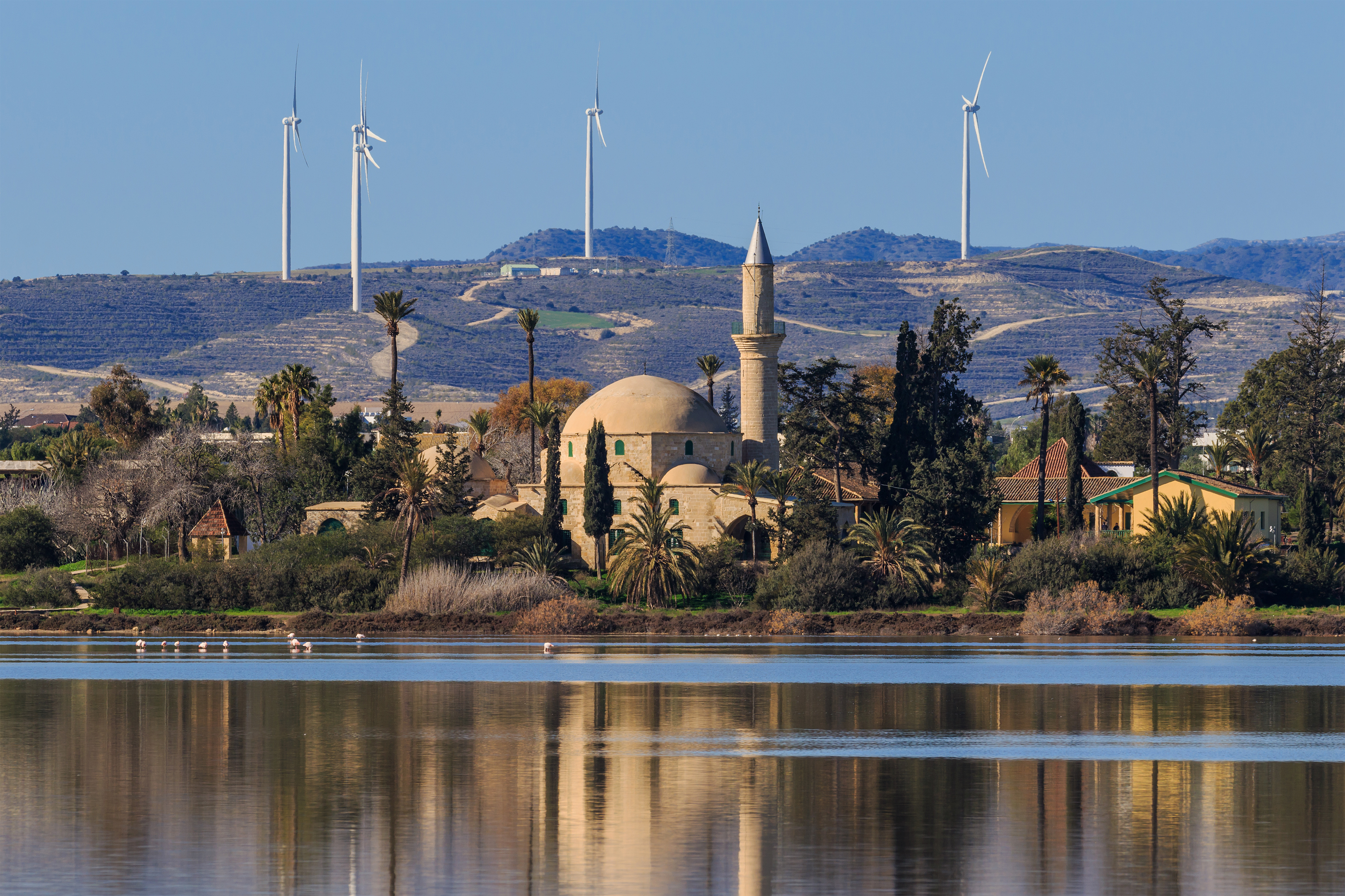
Мечеть Хала Султан Текке в Ларнаке, построенная османами в 1817 году.

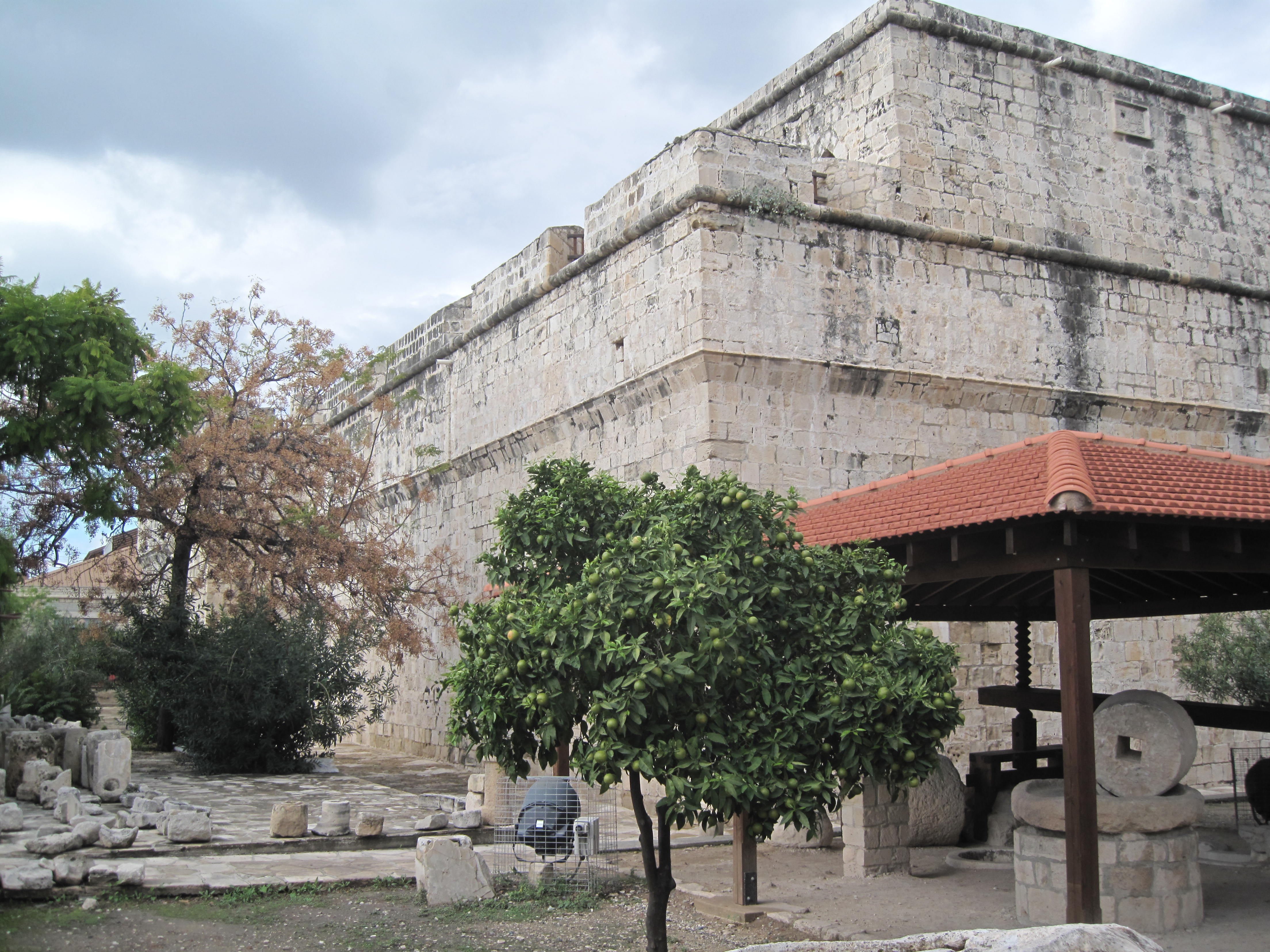
Замок в Лимасоле, построенный османами в 1590 году.

В составе Османской империи Кипр имел статус бейлербейства (тур. Kıbrıs Beylerbeyliği или Kıbrıs paşaliği в 1571—1573 гг.), эялета (греч. Εγιαλέτι της Κύπρου, тур. Kıbrıs Eyaleti, англ. Eyalet of Cyprus; в 1573—1660 гг. и в 1745—1748 гг.) и санджака (греч. Σαντζάκι της Κύπρου, тур. Kıbrıs Sancağı, англ. Mutasarrifate of Cyprus; в 1670–1703 гг. и в 1784–1878 гг.). Первым главой нового бейлербейства (впоследствии — эялета) стал завоеватель Кипра Лала Мустафа-паша. Земельные участки на Кипре стали раздаваться османским солдатам в качестве «тимаров», что изменило этнический состав населения острова: заметную его часть стали составлять турки. Для контроля за немусульманским населением использовалась система миллетов, что привело к росту авторитета православных архиепископов Кипра, ставших не только духовными лидерами, но и представителями всего греческого населения перед властями Османской империи. После османского завоевания многие католики и православные формально приняли ислам, но втайне продолжали исповедовать христианство.
Плохое управление островом привело к многочисленным восстаниям, в которых принимало участие как греческое, так и бедное турецкое население. За период с 1572 по 1668 годы произошло 28 восстаний; все они были подавлены. Чтобы изменить ситуацию, в 1670 году султан Мехмед IV ликвидировал эялет, и Кипр был передан в состав вилайета Эгейские острова (греч. Βιλαέτι του μπεηλερμπεηλίκι των νήσων της Άσπρης Θάλασσας; тур. Cezayir-i Bahr-i Sefid Eyaleti, осман. ایالت جزایر بحر سفید‎ Eyālet-i Cezāyir-i Baḥr-i Sefīd), которым управлял капудан-паша.
В 1703 году Кипр был передан указом султана Мустафы II из домена капудан-паши в домен великого визиря. Великий визирь Османской империи назначал на остров двух управляющих — военного и гражданского. На практике великий визирь продавал эти посты тем, кто предлагал наибольшую цену; в результате управляющие старались компенсировать свои затраты путём повышения налогов, взимаемых с населения острова. В 1745 году по указу султана Махмуда I остров опять стал отдельным эялетом, но в 1748 году был возвращён в состав домена великого визиря.
Неурожай, землетрясения и эпидемии 1760-х годов привели к эмиграции многих киприотов. Притеснения со стороны администрации привели к восстанию под руководством Халил-аги (командира гарнизона замка Кирения), которое было подавлено властями.
Когда в начале XIX века началась борьба за независимость Греции, то она была поддержана и греками-киприотами, но Османской империи удалось сохранить Кипр в своём составе.
Открытие в 1869 году Суэцкого канала резко повысило интерес к Кипру со стороны Великобритании из-за стратегического положения острова по отношению к каналу. Перед Берлинским конгрессом 1878 года, на котором должно было состояться подведение итогов неудачной для Османской империи русско-турецкой войны, Османская империя и Великобритания заключили секретную Кипрскую конвенцию, в соответствии с которой Великобритания заключала с Османской империей оборонительный союз, получая взамен право на оккупацию Кипра и управление им.

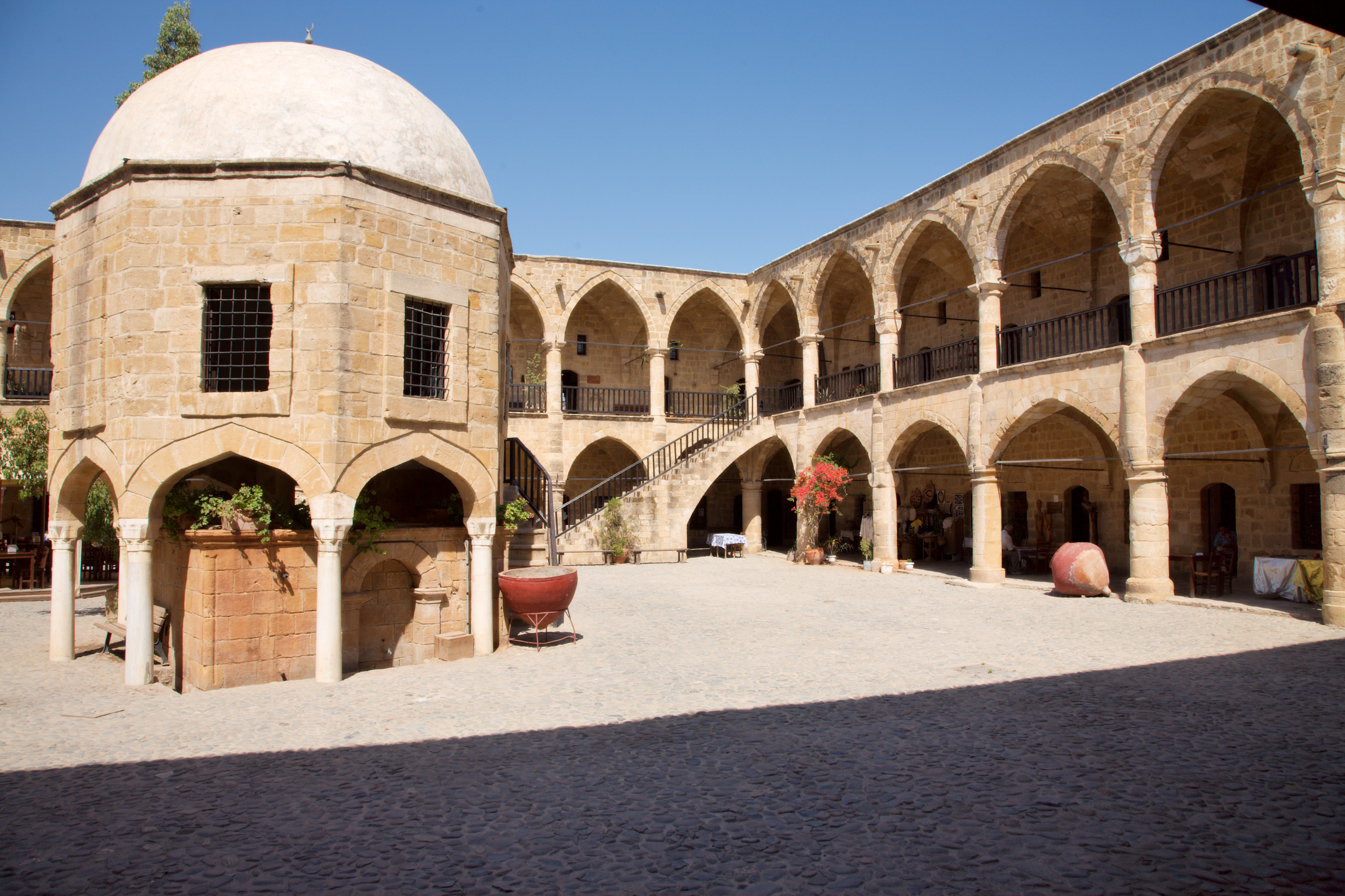
Буйук Хан

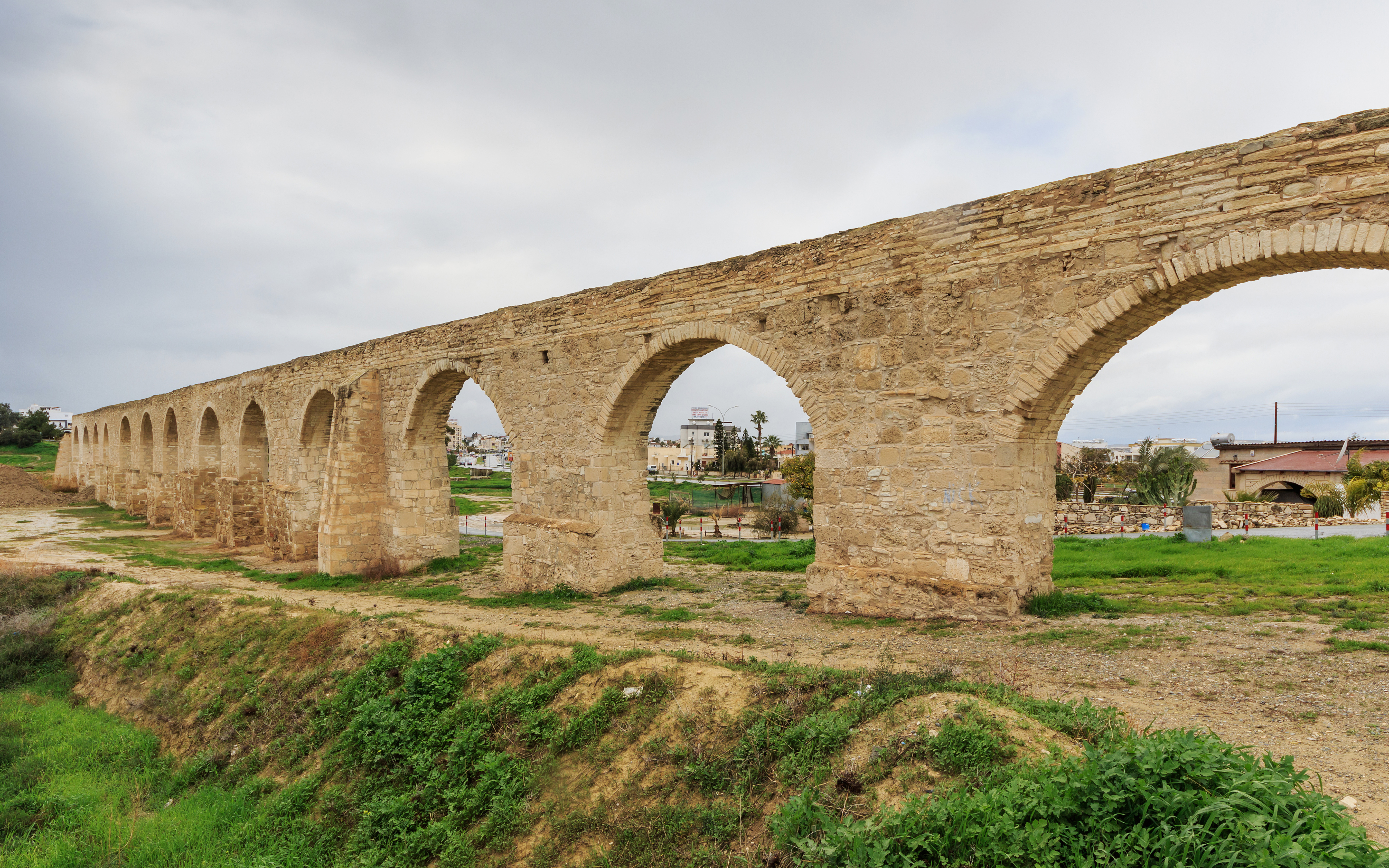
Акведук Бекир Паша

## Переход Кипра под контроль Великобритании
Начиная с 1878 года Кипр, формально оставаясь в составе Османской империи, фактически управлялся британским верховным комиссаром. После вступления в 1914 году Османской империи в Первую мировую войну на стороне Центральных держав Великобритания объявила об аннексии Кипра. Турция отказалась от претензий на Кипр в 1923 году в соответствии с условиями Лозаннского мирного договора.